# Vareilles (Yonne)
Vareilles is een plaats en voormalige gemeente in het Franse departement Yonne in de regio Bourgogne-Franche-Comté die deel uitmaakt van het arrondissement Sens.

## Geschiedenis
Chigy is op 1 januari 2016 gefuseerd met Chigy en Theil-sur-Vanne tot de huidige gemeente Les Vallées de la Vanne.

## Geografie
De oppervlakte van Vareilles bedraagt 10,2 km², de bevolkingsdichtheid is 19,2 inwoners per km².
De onderstaande kaart toont de ligging van Vareilles (Yonne) met de belangrijkste infrastructuur en aangrenzende gemeenten.

## Demografie
Onderstaande figuur toont het verloop van het inwonertal (bron: INSEE-tellingen).